# 尤里·米爾納
尤里·鮑里索維奇·米爾納（俄语：Ю́рий Бори́сович Ми́льнер，1961年11月11日—）是一位俄裔以色列企業家、風險投資者及物理學家。

## 生平
他創立了投資公司Digital Sky Technologies，現稱為Mail.ru Group及DST Global公司。透過DST Global公司，米爾納投資了臉書、Zynga、推特、 Flipkart、Spotify、ZocDoc、酷朋、京东、Planet Labs、小米科技、OlaCabs、阿里巴巴集團，以及其他企業。米爾納的個人投資項目也包括了23andMe 及Beepi。
《財星》雜誌列表2010年世界前五十名傑出商業人士中，米爾納名列第46位，他也是名單中唯一俄羅斯籍人士。2010年，俄羅斯商業雜誌Vedomosti將米爾納列為「年度企業家」。2012年，彭博社的《彭博市場雜誌》將他列入50位最有影響力的人士。
尤里·米爾納過去身為物理學家，在他於商業領域成功後，與臉書創辦人馬克·祖克柏、阿里巴巴創辦人馬雲等共同成立了突破獎基金會，自2012年起頒發基礎物理學突破獎、數學突破獎、生命科學突破獎等獎項。

## 外部連結
- 官方网站
- Official Twitter （页面存档备份，存于）
- Official Stick Account